# ネアーンシャー統監
ネアーンシャー統監（ネアーンシャーとうかん、英語: Lord Lieutenant of Nairnshire）は、イギリスの官職。
統監の1つで、ネアーンシャーを担当する。
1789年に勃発したフランス革命がヨーロッパ諸国に飛び火するとともに1792年にはスコットランド各地で暴動がおこり、地方政府の対応に不満を感じたイギリス政府は1794年にイングランドの統監職をスコットランドでも常設職として設立した。

## 一覧
- 1794年3月17日 – 1824年1月17日：第21代ブロディー氏族長ジェームズ・ブロディー（英語版）[2]
- 1824年2月9日 – 1873年6月6日：第22代ブロディー氏族長ウィリアム・ブロディー[2]
- 1873年6月25日 – 1880年2月25日：ジェームズ・キャンベル・ジョン・ブロディー[2]
- 1880年3月24日 – 1889年9月20日：第23代ブロディー氏族長ヒュー・ブロディー[2]
- 1889年11月22日 – 1903年11月16日：第23代ローズ氏族長ジェームズ・ローズ（英語版）[2]
- 1903年11月16日 – 1935年：第24代ブロディー氏族長イアン・ブロディー[2]
- 1935年7月8日 – 1947年1月15日：第13代リーヴェン伯爵アレグザンダー・レズリー＝メルヴィル（英語版）[2]
- 1947年4月16日 – 1949年9月21日：ジョン・グラハム・ブキャナン・アラーダイス[2]
- 1949年12月5日 – 1958年：イアン・マルコム・キャンベル閣下[2]
- 1958年12月4日 – 1968年12月20日：ジェームズ・アースキン・スターリング[2]
- 1969年7月22日 – 1999年：第14代リーヴェン伯爵アレグザンダー・レズリー＝メルヴィル（英語版）[2]
- 1999年11月9日 – 2017年12月16日：ユワン・ジョン・ブロディー[2][3]
- 2017年12月20日 – ：ジョージ・ラッセル・アッシャー[3]